# Іст-Віттіер (Каліфорнія)
Іст-Віттіер (англ. East Whittier) — переписна місцевість (CDP) в США, в окрузі Лос-Анджелес штату Каліфорнія. Населення — 10 394 особи (2020).

## Географія
Іст-Віттіер розташований за координатами 33°55′28″ пн. ш. 117°59′19″ зх. д. / 33.92444° пн. ш. 117.98861° зх. д. (33.924373, -117.988726).  За даними Бюро перепису населення США в 2010 році переписна місцевість мала площу 2,82 км², уся площа — суходіл.

### Клімат
| Клімат : Іст-Віттіер  | Клімат : Іст-Віттіер | Клімат : Іст-Віттіер | Клімат : Іст-Віттіер | Клімат : Іст-Віттіер | Клімат : Іст-Віттіер | Клімат : Іст-Віттіер | Клімат : Іст-Віттіер | Клімат : Іст-Віттіер | Клімат : Іст-Віттіер | Клімат : Іст-Віттіер | Клімат : Іст-Віттіер | Клімат : Іст-Віттіер | Клімат : Іст-Віттіер |
| Показник              | Січ.                 | Лют.                 | Бер.                 | Квіт.                | Трав.                | Черв.                | Лип.                 | Серп.                | Вер.                 | Жовт.                | Лист.                | Груд.                | Рік                  |
| Середній максимум, °C | 18,9                 | 19,4                 | 19,4                 | 20,6                 | 21,1                 | 22,8                 | 25,0                 | 25,6                 | 25,6                 | 23,9                 | 21,7                 | 19,4                 | 21,7                 |
| Середній мінімум, °C  | 9,4                  | 10,0                 | 10,6                 | 11,7                 | 13,3                 | 15,0                 | 16,7                 | 17,2                 | 16,7                 | 15,0                 | 12,2                 | 10,0                 | 13,3                 |
| Норма опадів, мм      | 104                  | 124                  | 89                   | 23                   | 8                    | 3                    | 0                    | 5                    | 8                    | 15                   | 36                   | 61                   | 475                  |
| --------------------- | -------------------- | -------------------- | -------------------- | -------------------- | -------------------- | -------------------- | -------------------- | -------------------- | -------------------- | -------------------- | -------------------- | -------------------- | -------------------- |
| Джерело: Weatherbase  |                      |                      |                      |                      |                      |                      |                      |                      |                      |                      |                      |                      |                      |

## Демографія
Згідно з переписом 2010 року, у переписній місцевості мешкало 9757 осіб у 3295 домогосподарствах у складі 2506 родин. Густота населення становила 3455 осіб/км².  Було 3391 помешкання (1201/км²).
Расовий склад населення:
| - 72,0 % — білих - 4,7 % — азіатів - 1,8 % — чорних або афроамериканців - 0,8 % — корінних американців - 0,2 % — вихідців з тихоокеанських островів - 16,0 % — осіб інших рас |

До двох чи більше рас належало 4,5 %. Частка іспаномовних становила 50,3 % від усіх жителів.
За віковим діапазоном населення розподілялося таким чином: 24,1 % — особи молодші 18 років, 63,0 % — особи у віці 18—64 років, 12,9 % — особи у віці 65 років та старші. Медіана віку мешканця становила 36,2 року. На 100 осіб жіночої статі у переписній місцевості припадало 94,2 чоловіків;  на 100 жінок у віці від 18 років та старших — 91,9 чоловіків також старших 18 років.